# Sint-Odakerk (Boshoven)
De Sint-Odakerk is de parochiekerk van Boshoven, Vrakker, Hushoven en omliggende wijken van Weert, gelegen aan Vrakkerstraat 21, in de Nederlandse gemeente Weert.

## Geschiedenis
Reeds voor de Tweede Wereldoorlog breidde Weert zich sterk uit, ten gevolge van de daar optredende industrialisatie. In 1932 werden daarom een aantal nieuwe parochies gesticht waar de Sint-Odaparochie ten noordwesten van Weert er een van was. In 1933 werd een noodkerk ingewijd, ontworpen door Hubert van Groenendael. Dat de parochie aan Sint-Oda was gewijd was niet verwonderlijk, gezien de overlevering dat deze heilige hier een tijd gewoond heeft en gezien de aanwezigheid van de aan deze heilige gewijde bedevaartkapel.
Na de Tweede Wereldoorlog werd een definitief kerkgebouw gerealiseerd. Architect werd Jan Ramaekers. Bij de graafwerkzaamheden werd een vroegmiddeleeuwse put gevonden met een uitgeholde eik als putwand. Daarnaast werden ook scherven van kruiken en potten aangetroffen.
De kerk werd ingewijd in 1956. Toen werd de noodkerk gebruikt als parochiehuis onder de naam Don Boscohuis, en in 1994 werd de noodkerk verkocht.

## Gebouw
De Sint-Odakerk is een bakstenen gebouw die aan de buitenzijde doet denken aan een Christocentrische kerk, met een verhoogd koor gedekt door een schilddak waarop een dakruiter.
Het schip heeft eerder de kenmerken van een vroegchristelijke basiliek, met een ingangsportaal onder lessenaardak, met links een aangebouwde vlakopgaande vierkante toren, gedekt door een tentdak, en links een doopkapel.
Het interieur doet eveneens aan een vroegchristelijke kerk denken, met cassetteplafond, rondbogige scheibogen en het koor afgescheiden van het schip door een triomfboog. De door de hogere opbouw boven het koor verkregen lichtinval maakt dat het koor veel sterker belicht wordt dan het schip, wat een kenmerk van een Christocentrische kerk is.